# DeVotchKa
DeVotchKa est un groupe américain de rock indépendant, originaire de Denver, dans le Colorado. Il est associé au mouvement du Denver Sound.

## Histoire

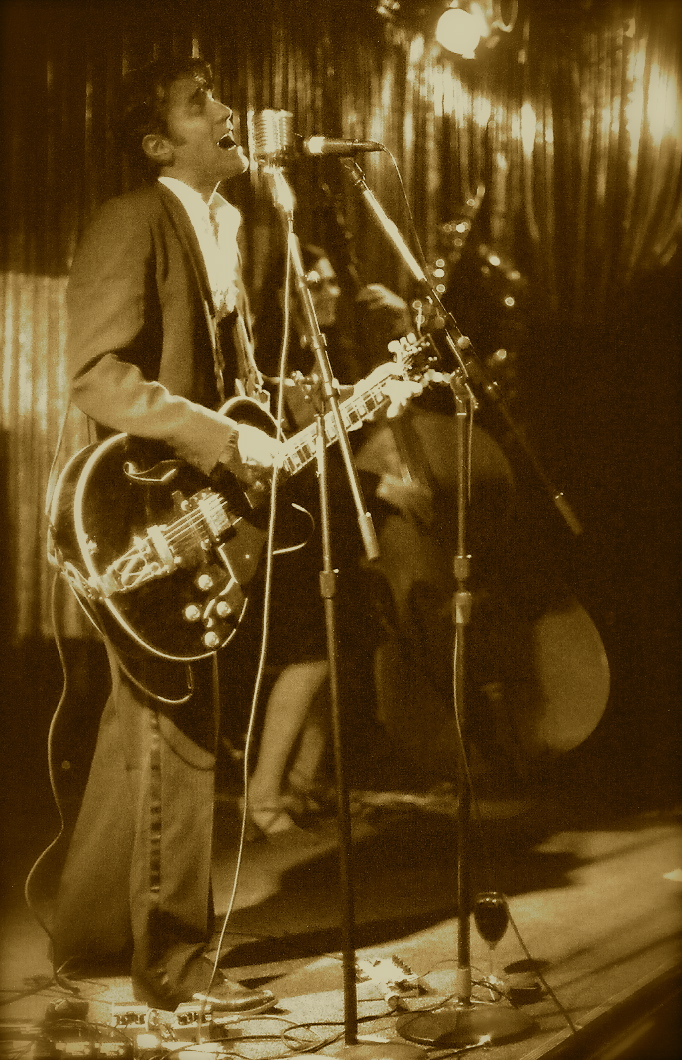
Nick Urata (avec Jeanie Schroder).

Le groupe est formé en 1997 par Nick Urata, Tom Hagerman, Jeanie Schroder et Shawn King. Le nom du groupe vient du russe девочка, qui signifie « jeune fille ». Il se fait connaître auprès du grand public américain en composant la musique du film Little Miss Sunshine (2006), qui lui vaut d'être nommé, cette même année, aux Grammy Awards dans la catégorie « meilleure musique de film ». Arcade Fire, après les avoir vus sur scène, leur conseille d'enregistrer une reprise d'un morceau de Siouxsie and the Banshees The Last Beat of My Heart.
Leur album A Mad and Faithful Telling, sorti en 2008, atteint la 9e place du classement Billboard Heatseekers et la 29e place du classement Top Independent Albums. New World et Head Honcho figurent dans un épisode de la saison 4 de la série télévisée Weeds de Showtime. En 2008, le journal The Phoenix de Boston les nomme « meilleur nouveau groupe du Colorado ». Le groupe assure la première partie de Muse au Stade de France le 12 juin 2010, jouant devant plus de 80 000 spectateurs. Plusieurs de leurs chansons font également partie de la bande sonore du film Rendez-vous l'été prochain (Jack Goes Boating).
En 2017, Nick Urata, l'un des membres du groupe, compose la musique de la série télévisée Les Désastreuses Aventures des orphelins Baudelaire adaptée des romans à succès et diffusée sur Netflix. Le nouvel album du groupe, This Night Falls Forever, sort le 24 août 2018, via Concord Records. Le 13 juillet 2018, DeVotchKa publie Straight Shot, qui est le premier titre de l'album. 

## Discographie
- 2000 : SuperMelodrama (Dago Records)
- 2002 : Triple X Tango
- 2003 : Una Volta (Cicero Recordings)
- 2004 : How It Ends (Cicero Recordings)
- 2006 : Curse Your Little Heart (Ace Fu Records)
- 2008 : A Mad and Faithful Telling (Anti-)
- 2011 : 100 Lovers  (Anti-, Epitaph)
- 2012 : Live with the Colorado Symphony (Cicero Recordings)
- 2018 : This Night Falls Forever (Concord Records)